# Santō Kyōden

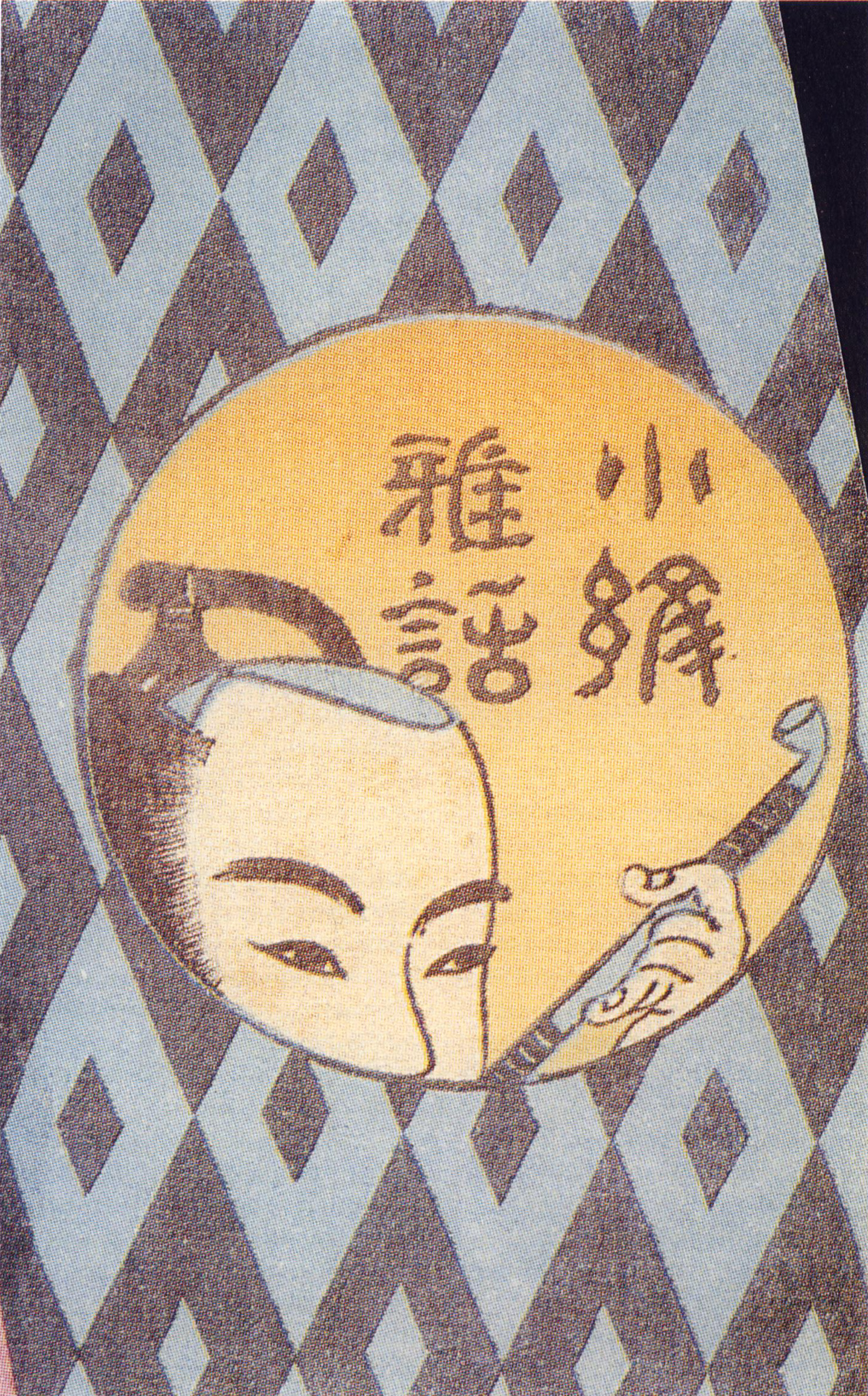
Couverture du Komon gawa (小紋訝話 ; Conversations élégantes sur la conception des tissus), de Santō Kyōden (1790).

Santō Kyōden (山東京伝, santō kyōden, 13 septembre 1761 à Edo – 27 octobre 1816) ou Kitao Masanobu est un poète, écrivain et artiste de l'ère Edo. Son nom de naissance est Samuru Iwase (岩瀬醒), mais il est connu sous le nom de Kyōya Denzō (京屋伝蔵, kyōya denzō). Il est le frère de Santō Kyōzan.

## Biographie
Kitao Masanobu est un Maître de l'Ukiyo-e actif à Edo. Élève de Kitao Shigemasa, il est assez influent comme artiste et comme écrivain (il est aussi connu comme poète sous le nom de Migaru Orisuke) de 1778 à 1791, après quoi, il se consacre à la poésie satirique. 
Dessinateur, il peint des  estampes de Belles (bijin-zu) et illustre de nombreux livres. Son œuvre emblématique rassemble sept larges illustrations du quartier des plaisirs de Yoshiwara .
Son magasin de tabac sert de "salon" attirant artistes et écrivains. Il est l'un des initiateurs de la culture bourgeoise où se conjugent art et littérature.

A Mirror of New Yoshiwara Courtesans with Samples of their Calligraphy (British Museum)
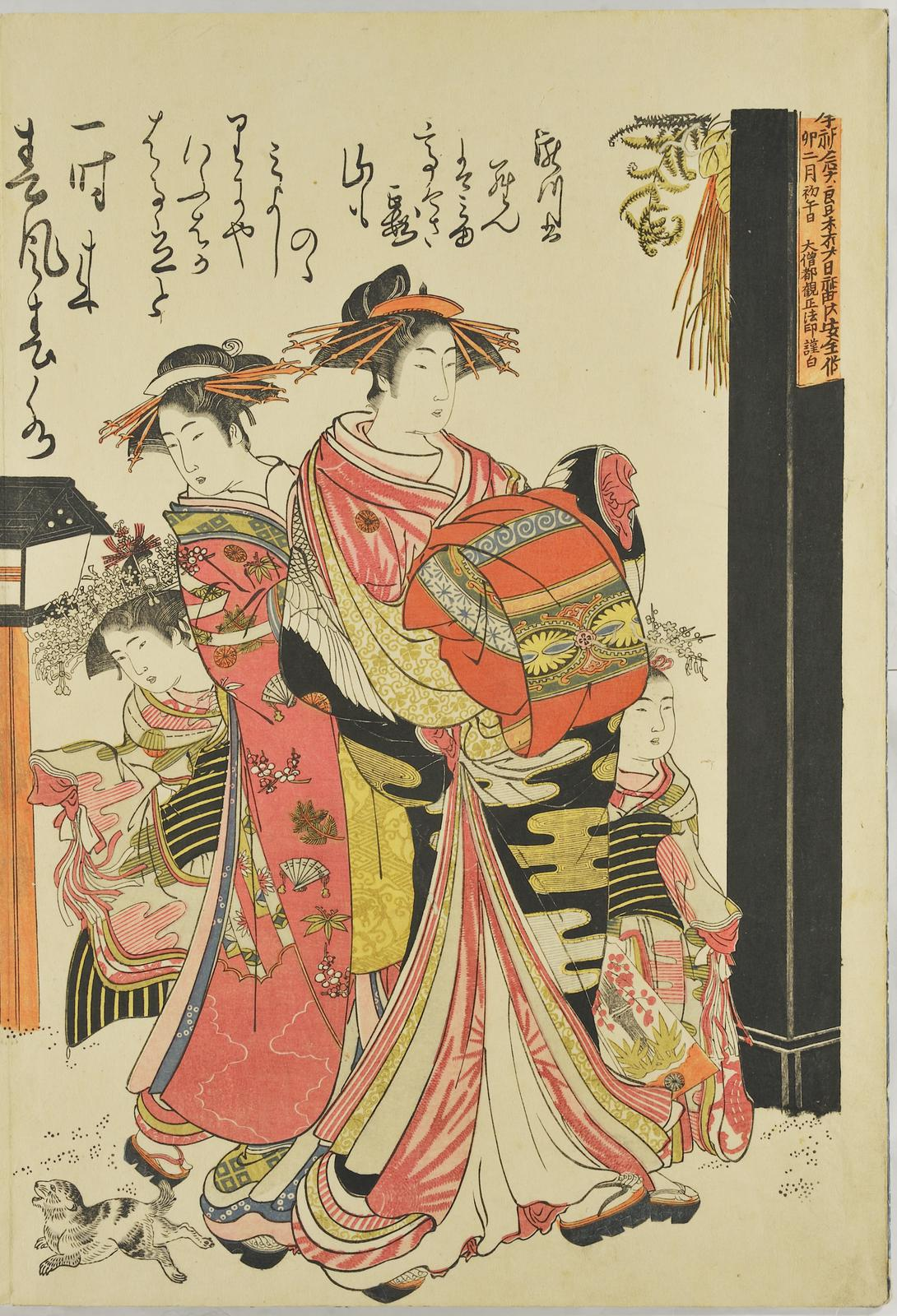
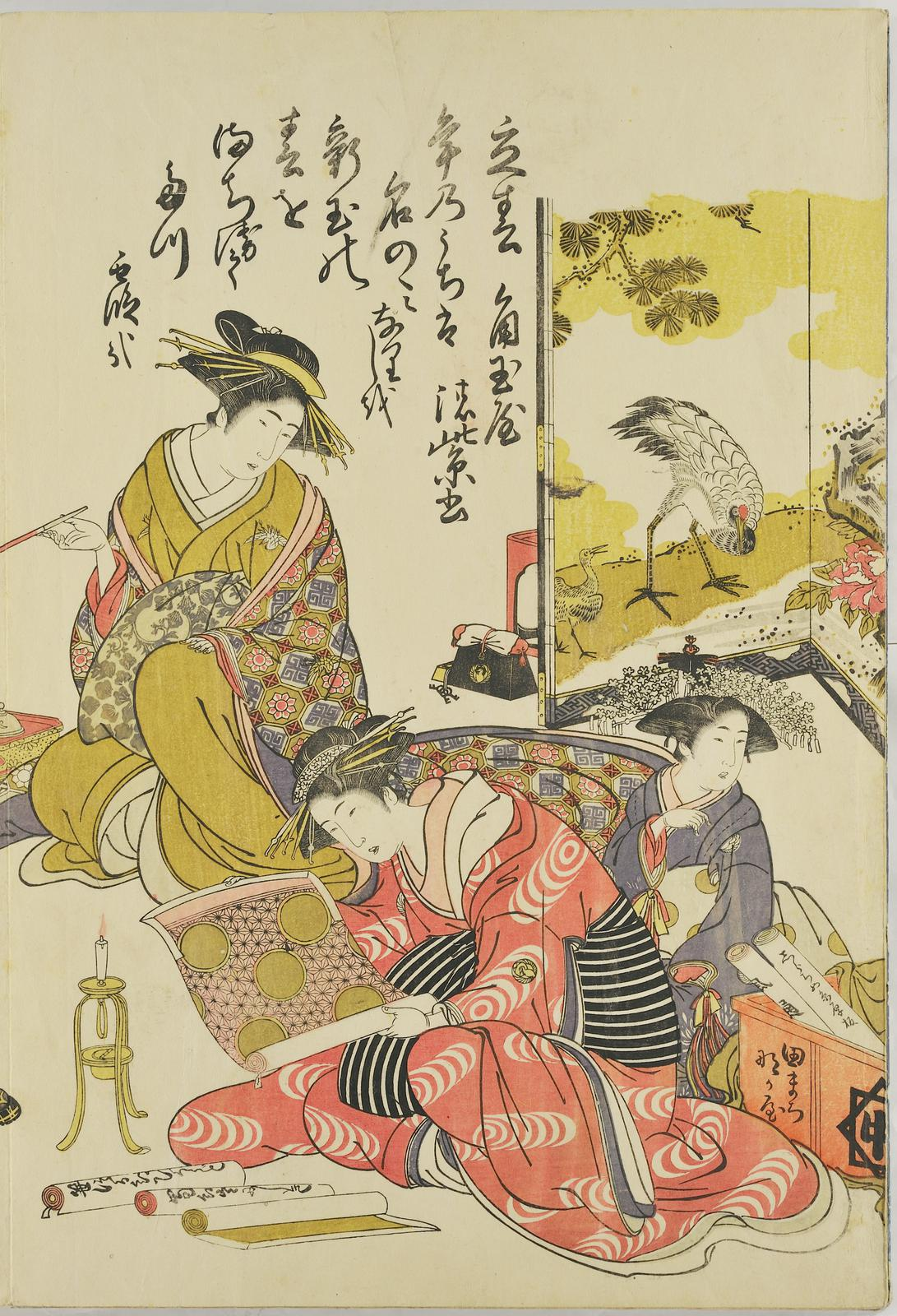
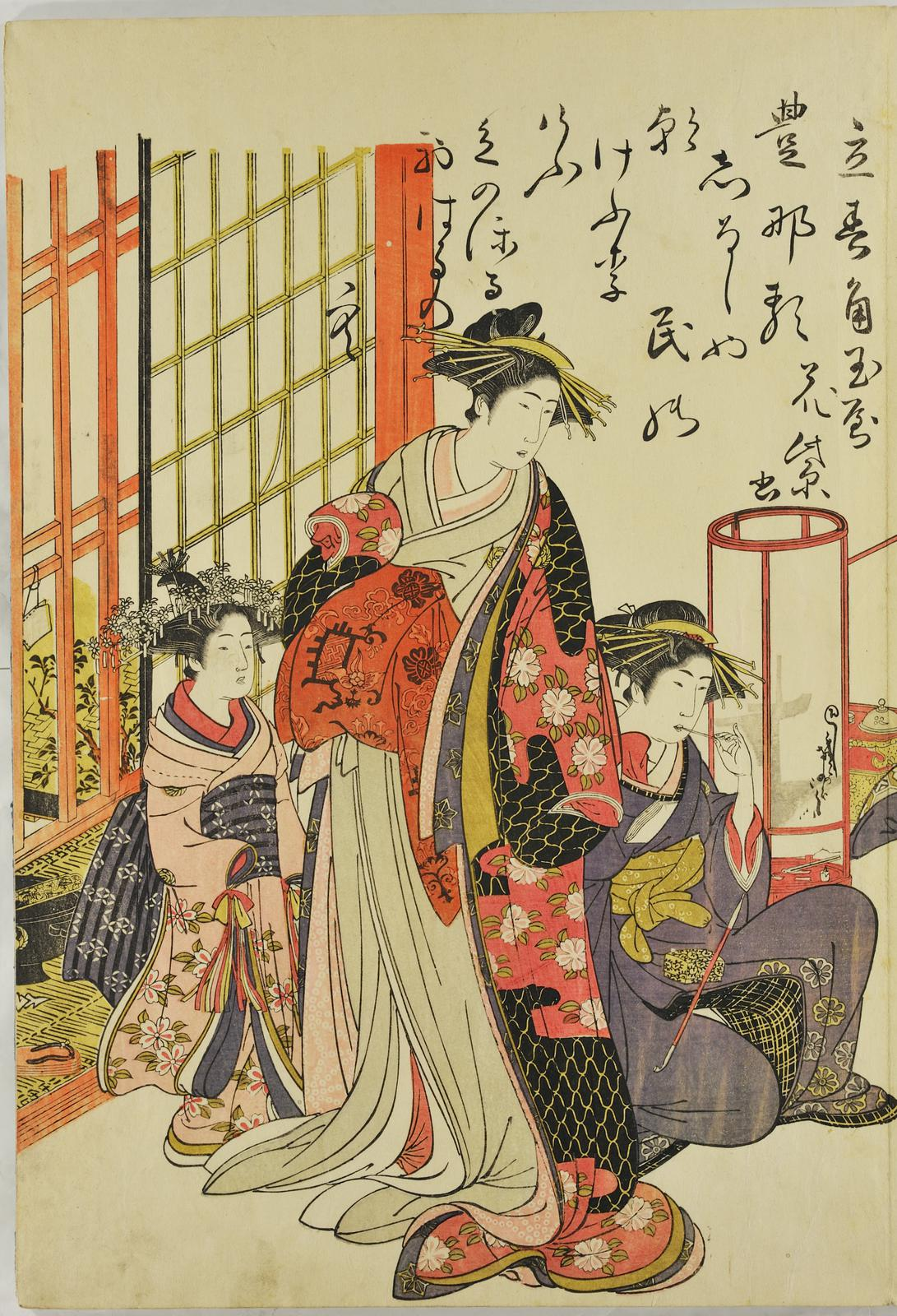